# Järnvägslinjen Berga–Oskarshamn
Järnvägslinjen Berga–Oskarshamn används för godstransporter till och från Oskarshamns hamn. Trafikverket inkluderar bandelen i Stångådalsbanan.

## Historia
Järnvägslinjen Berga–Oskarshamn var en del av Nässjö–Oskarshamns Järnvägs AB (NOJ) som bildades 1869. Den normalspåriga järnvägen stod i sin helhet färdig 1874. Staten köpte  NOJ 1945 och införlivade bolaget i Statens Järnvägar 1946.
Under 1990-talet delades Nässjö–Oskarshamns järnväg upp av Banverket i olika bandelar då trafiken utmed järnvägen förändrades. De andra delarna är Nässjö–Hultsfred (Bockabanan) och Hultsfred–Berga (del av Stångådalsbanan).
Oskarshamn hade till 1966 också en smalspårsförbindelse till Ruda med Östra Smålands Järnväg (ÖSmJ).
Persontrafiken med Krösatågen mellan Berga och Oskarshamn drogs in 2005 av Kalmar länstrafik (sedan BK Tåg gått i konkurs. Det fanns upp till åtta dubbelturer per dag som ersattes med bussar.
Persontrafiken återupptogs igen i december 2011, efter att Oskarshamns kommun i mars 2011 genom KLT hade avropat persontrafik  Oskarshamn–Berga–Nässjö med tre dubbelturer enligt avtalet med Krösatågen. Kommunen täckte 50 procent av kostnaden.  Från 14 december 2014 trafikerades Berga–Oskarshamn av KLT, huvudsakligen som en matarlinje till Stångådalsbanan Linköping–Kalmar, medan anslutningarna till Nässjö hade upphört. Persontrafiken kördes med Kustpilens dieselmotorvagnar typ Itino.
Persontrafiken lades återigen ned den 16 juni 2019 efter låg efterfrågan.

## Trafik
Persontrafiken lades ned senast 16 juni 2019 och ingen reguljär persontrafik med järnväg har bedrivits sedan dess.
En del av bussarna från det mer centralt belägna resecentret stannar vid Oskarshamns station. Färjelägen för färjorna till Gotland och Ölandsfärjan ligger intill järnvägsstationen, men det finns ingen tidtabellssamordning.
Godstrafiken har fortlevt men trafiken har varierat. 2007 fanns sex dubbelturer per dag medan det 2012 finns en dubbeltur per dag. År 2021 går godstrafiken med en dubbeltur per dag.